# De Gaulle (film)
De Gaulle è un film del 2020 diretto da Gabriel Le Bomin.

## Trama
Nel maggio del 1940 i tedeschi stanno avanzando verso la Francia. Il governo francese è pronto ad arrendersi. Charles De Gaulle, appena promosso generale, decide di cambiare gli eventi avendo accanto a sé sua moglie Yvonne sua prima sostenitrice. Mentre Yvonne e i loro figli fuggono dai tedeschi Charles De Gaulle si prepara ad incontrare a Londra Winston Churchill.

## Distribuzione
Il film è stato distribuito nelle sale cinematografiche francesi a partire dal 4 marzo 2020.